# Salix glaucosericea
Espèce
Classification APG III (2009)
Salix glaucosericea, le saule glauque soyeux (en anglais silky willow ou Alpine grey willow), est une espèce de plantes à fleurs de la famille des Salicaceae. C'est un saule arbustif originaire des montagnes d'Europe. 

## Description

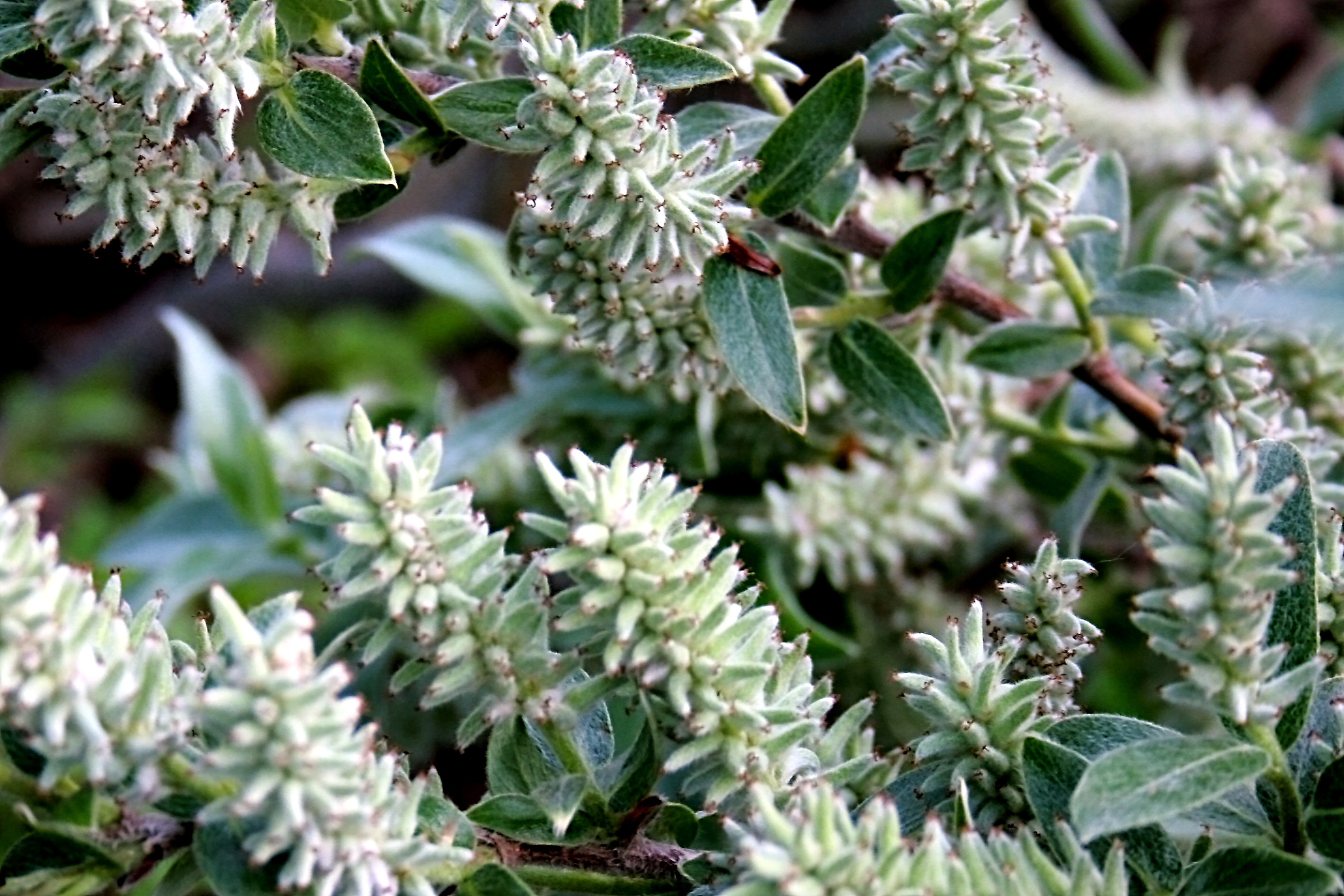
Chatons soyeux.
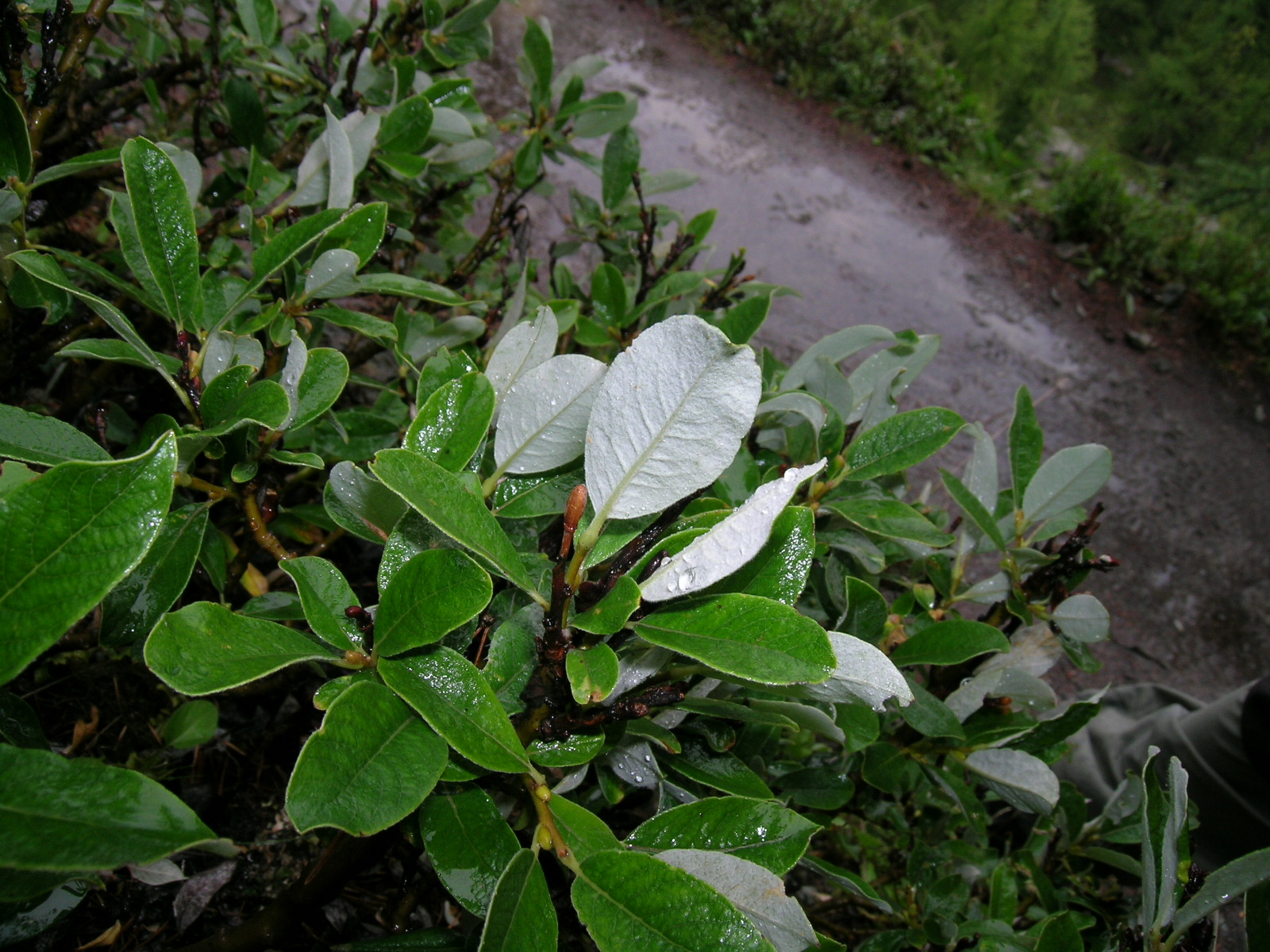
Feuilles vert sombre dessus, glauques au-dessous.

Salix glaucosericea peut atteindre une hauteur de 75 à 125 cm. Généralement, c'est un gros buisson. Les feuilles jaune-vert sont lancéolées et pétiolées. Les fleurs apparaissent de juin à juillet.

## Distribution
Salix glaucosericeae est présent dans les montagnes d'Europe (dans les Alpes) : France, Suisse, Autriche, Italie.

## Habitat
Cette espèce pousse à une altitude comprise entre 900 et 2 000 m.